# إرنست فلوريان فينتر
إرنست فلوريان فينتر (بالألمانية: Ernst Florian Winter؛ بالإنجليزية: Ernst Florian Winter) هو مؤرخ وكاتب ودبلوماسي وعالم سياسة نمساوي وأمريكي، ولد في 16 ديسمبر 1923 في فيينا في النمسا، وتوفي في 16 أبريل 2014.